# .mh
.mh és el domini de primer nivell territorial (ccTLD) de les Illes Marshall. El seu web de registre no s'actualitza des de 1997; ara no està actiu, però quan ho estava, el mecanisme de registrar-hi dominis requeria baixar-se un formulari que donava error. Una cerca a Google mostra que no hi ha cap web actiu amb el domini .mh. Durant un temps hi havia només el web de registre; ara ni això.
La majoria dels webs de les Illes Marshall utilitzen el .com, .net. o el .org. Gairebé tots els webs de les Illes Marshall estan hostatjats en altres països.